# Província de Tabuk
La província o míntaqa de Tabuk (àrab: منطقة تبوك, minṭaqat Tabūk) és una míntaqa o província de l'Aràbia Saudita a la costa de la mar Roja, al nord-oest del país, just enfront de la costa egípcia. La superfície és de 108.000 km² i la població de 560.200 habitants al cens de 1999 i de 806.929 habitants al de 2010. La seva capital és Tabuk. El seu governador o emir (2001) és Fahd bin Sultan bin Abdul Aziz Al Saüd, nascut a Al-Riyad el 20 d'octubre de 1950 i segon fill del príncep Sultan bin Abdul Aziz Al Saüd.

## Governadors
- Muhammad ibn Abd al-Aziz Al Shahyl de 1926 a 1931
- Abdullah bin Saad de 1931 a1932,
- Abdullah bin Saad bin Abdul Mohsen Al Sudairy de 1932 a 1935,
- Saüd bin Hzlol bin Nasser Al Saüd de 1935 a 1937,
- Msed Saüd bin Abdullah bin Abdul Aziz Al Saüd de 1937 a 1950,
- Suleiman Bin Mohammed Bin Sultan Al-Sultan 1950
- Abdul Rahman bin Mohammed de 1950 a 1961,
- Khalid bin Ahmed bin Mohammed Al Sudairy de 1961 a 1955,
- Ibn Ahmed bin Mohammed Al Sudayri de 1955 a 1972,
- Sulaiman bin Turki bin Suleiman Al Sudairy de 1972 a 1980,
- Abdul Majeed bin Abdul Aziz Al Saüd de 1980 a 1986,
- Al Mamdouh bin Abdul Aziz Al Saüd de 1986 a 1987,
- Fahd bin Sultan Abdul Aziz Al Saüd després de 1987